# Smidstrup Sogn
Smidstrup Sogn er et sogn i Vejle Provsti (Haderslev Stift).
I 1800-tallet var Skærup Sogn anneks til Vinding Sogn. Trods annekteringen dannede Skærup sognekommune med Smidstrup Sogn. Alle 3 sogne hørte til Holmans Herred i Vejle Amt. Skærup og Smidstrup blev senere to selvstændige sognekommuner. Ved kommunalreformen i 1970 blev Vinding indlemmet i Vejle Kommune, mens Skærup og Smidstrup blev indlemmet i Børkop Kommune, der ved strukturreformen i 2007 også indgik i Vejle Kommune.
I Smidstrup Sogn ligger Smidstrup Kirke.
I sognet findes følgende autoriserede stednavne:
- Fladstrand (bebyggelse)
- Foldsted (bebyggelse)
- Halskov (bebyggelse)
- Hulskov (areal)
- Håstrup (bebyggelse, ejerlav)
- Håstrup Fælled (bebyggelse)
- Klattrup (bebyggelse)
- Lille Velling (bebyggelse, ejerlav)
- Madekær (bebyggelse)
- Smidstrup (bebyggelse, ejerlav)
- Store Velling (bebyggelse, ejerlav)
- Tiufkær (bebyggelse, ejerlav)
- Tiufkær Hede (bebyggelse)
- Tiufkær Mark (bebyggelse)
- Tiufkær Skov (bebyggelse)
- Vellinggård (landbrugsejendom)